# Bruśnik (dopływ Kwisy)
Bruśnik – potok w południowo-zachodniej Polsce, w woj. dolnośląskim, w powiecie lubańskim, lewy dopływ Kwisy, długość 5,6 km, źródła na wysokości ok. 395 m n.p.m., ujście – ok. 275 m n.p.m..
Źródła pomiędzy wzniesieniami Kątną Górą a Wojkową na Przedgórzu Izerskim (południowa część Pogórza Izerskiego).
Płynie ku północnemu zachodowi (NNW) przez Świecie i Leśną. W centrum Leśnej uchodzi do Kwisy.
Ma kilka niewielkich dopływów, z których tylko prawy Młynik ma nazwę.